# Heliophanus dubius
Heliophanus dubius là một loài nhện trong họ Salticidae.
Loài này thuộc chi Heliophanus. Heliophanus dubius được Carl Ludwig Koch miêu tả năm 1835.